# Радослав Марінов
Радослав Марінов (21 вересня 1926, Софія, Болгарія — 2 червня 1987, там же) — болгарський карикатурист і ілюстратор.

## Біографія
Радослав Марінов народився в Софії. У 1926 р. закінчив Національної академії мистецтв за спеціальністю плакатний живопис разом з доцентами Борис Іванов і Преслав Каршовський.
Вже у 1946 році почав публікувати карикатури, переважно з питань зовнішньої політики. Малює карикатури для газет „Стършел“, «Народна младеж», Вечерни новини, „Поглед“. Працює ілюстратором підручників початкової школи та дитячих книг таких авторів, як Елін Пелін, Леда Мілева, Кіна Кудрева та Асен Босєв. Влаштовує персональні виставки в Софії та Варшаві, бере участь у міжнародних бієнале в Афінах, Болоньї, Братиславі, Кнокке-Хейс (Бельгія), Монреалі.
Крім мультфільмів і ілюстрацій, Марінов також є аніматором і режисером мультфільмів: як режисер «Грух и Грушка» (1959) і як аніматор «Мечо спортист» (1978) і «Дон Кихот» (1979).
У 1967–1976 написав сценарії п'яти телесеріалів дитячого телешоу «На добраніч, діти». Він також є автором декількох дитячих книжок.
Про Радослава Марінова Доньо Донев каже, що він є прототипом одного з його знаменитих персонажів у творі «Три дурня». Два інших прототипи — Борис Дімовський і сам Донев..

## Визнання та відзнаки
- дворазовий лауреат другої премії за участь у щорічних загальних художніх виставках Спілки болгарських художників 1965 і 1969 рр.,
- Кирило-Мефодіївський орден — I ступінь 1975 року.